# 何鐘 (正德進士)
何鐘（1472年—？年），字以宣，四川敘州府富順縣人，民籍，治《書經》，明朝政治人物。

## 生平
四川鄉試第二十五名舉人。正德十六年（1521年）中式辛巳科會試第六十八名，登第三甲第一百四十二名進士。授陕西咸宁县知县。官至陕西按察司佥事。

## 家族
曾祖何勝才，贈奉直大夫協正庶尹涿州知州；祖父何軫；父何孟濬，曾任府經歷。母任氏。兄何錫、弟何鎮。